# Tokka e Rahzar
Tokka e Rahzar são dois personagens fictícios da franquia Teenage Mutant Ninja Turtles. São dois mutantes vilões, Tokka uma tartaruga-aligator e Rahzar um lobo. Apareceram pela primeira vez no filme de 1991 Teenage Mutant Ninja Turtles II: The Secret of the Ooze, onde Rahzar era interpretado por Mark Ginther e Tokka por Kurt Bryant mas ambos com a voz de Frank Welker. O desenho de Tokka no filme foi inspirado pelos desenhos do artista Stephen R. Bissette. Ambos depois apareceriam num episódio da série televisiva de 1987, e como chefes em vários dos jogos das Tartarugas.
No desenho de 2012, Rahzar é o nome que Michelangelo dá ao seu inimigo Chris Bradford, já mutado em um homem-cão apelidado "Dogpound" quando outra mutação o transformou em basicamente um lobisomem magro, enquanto Tokka é uma gigantesca tartaruga alienígena do tamanho de um asteróide cujo diminuto filho Chompy é eventualmente adotado por Raphael.